# Фатклисламов, Фирдус Нурисламович
Фирдус Нурисламович Девбаш (настоящая фамилия — Фатклисламов; 14 сентября 1962, село Лашчыбашы Буинского района Татарской АССР) — российский писатель и публицист, кандидат философских наук, руководитель Казанского регионального центра Российского института стратегических исследований в 2013-2016 годах. Развивает концепцию позитивного мышления в татарской литературе. Является также автором нескольких работ религиозно-философского содержания, наиболее известная из которых книга «Татарские молитвы», ставшая своеобразной библией для сторонников возрождения традиционной культуры татар. Председатель правления республиканского общества дружбы «Татарстан-Турция».

## Биография
Родился 14 сентября 1962 года в с. Лашчыбашы (Верхние Лащи) Буинского района Татарской АССР. В 1979 году поступил на механико-математический факультет Казанского государственного университета имени В. И. Ульянова-Ленина. Преподавал математику в школе. В 1986 году принят ассистентом на кафедру общественных наук Камского политехнического института. В 1987 году поступил в очную аспирантуру Казанского государственного университета на кафедру философии. В 1990 году защитил диссертацию на тему «Абстрагирование как метод познавательной деятельности» (научный руководитель — В. А. Бажанов) на соискание ученой степени кандидата философских наук. Работал преподавателем в Казанском филиале Санкт-Петербургской академии управления и экономики. В 2000-е годы был представителем турецкой фирмы "Kanay Makina Sanayi ve Tikaret LTD." в Республике Татарстан. С октября 2013 года по декабрь 2016 года — руководитель Приволжского (Казанского) регионального центра этнорелигиозных исследований Российского института стратегических исследований.

## Литературное творчество
Фирдус Девбаш известен прежде всего как писатель и поэт. Он автор ряда книг на татарском, русском и турецком языках. Занимается также  литературными переводами – знакомит российского читателя с произведениями турецких авторов. Участник поэтических фестивалей, российских и зарубежных.
Его книги пользуются популярностью у читателей, о чем свидетельствуют их неоднократные переиздания. Коллеги по писательскому цеху высоко оценили произведения Фирдуса Девбаш. Народный писатель Татарстана, лауреат Государственной премии имени Г.Тукая Гарай Рахим отметил, что творения писателя излучают оптимизм, веру в светлое будущее своего народа и назвал его истинным татарским патриотом. «Стихи Ф. Девбаш полны любви к окружающему миру и к людям. Он – человек с большим сердцем», – написала о нем известная татарская поэтесса Шамсия Зигангирова. А детский писатель Галимджан Гильманов объяснил успехи Фирдуса Девбаш на литературном поприще опорой на богатое духовное наследие татарского народа.
Фирдус Девбаш номинирован Российским союзом писателей на национальную литературную премию «Писатель года 2016».

## Положительные отзывы творчества
Доцент кафедры религиоведения Казанского федерального университета Валерий Королёв называет книгу Фирдуса Девбаша «Татарские молитвы» «многолетним трудом о духовном наследии татарского народа», полагает, что это «издание стало полезным пособием для читателей, интересующихся историей, языком и религией татар».
Согласно информации сайта «Татарская электронная библиотека», книги Фирдуса Девбаша — это «попытка автора возвратить читателям веру в священную силу родного языка, неограниченные возможности человека, живущего в согласии с Богом и окружающим миром по законам добра и справедливости». Как сообщает данный сайт, Девбаш своим творчеством «стремится вернуть в сознание современного жесткого и прагматичного общества идеи гуманизма, равенства и справедливости», причём читатели книг в письмах автору сообщают: «Ваши книги меняют нашу жизнь, возвращают в неё радость».
В опубликованной в татарских группах социальной сети «В контакте» видео-презентации книги «Татарские молитвы» сообщается следующее: «Автор книги, известный ученый и писатель Фирдус Девбаш (Фирдус Нурисламович Фатклисламов) предложил читателям волшебные тексты на татарском языке. Помимо этого он разработал соответствующие религиозные ритуалы, приемлемые для современного человека, то есть вернул в нашу жизнь уже бывшие на грани исчезновения образцы духовного наследия народа. Осуществив философский анализ татарских молитвословий, автор показал их важное значение в нравственном развитии общества, в достижении им счастья».
По информации этнографического портала «Неорегион.ру», специализирующегося на исследовании явлений архаизации и неотрадиционализма, тенгрианцы уважительно называют Девбаша «татарский Дон Хуан», тем самым показывая, что «идеолог тенгрианства из Татарстана для них является личностью равной Дону Хуану Матусу, шаману из индейского племени яки, описанному в книгах Карлоса Кастанеды».

## Критика
Историк Сергей Павлов, проанализировав книгу «Татарские молитвы», критикует Фирдуса Девбаша за фальсификацию истории в духе «фолк-хистори», расценивая в качестве таковой его утверждения о том, что «прототюрки в лице шумеров создали первый в мире алфавит и научили землян читать и писать», и о том, что «в Египте в течение многих столетий правили выходцы из татар, и лишь относительно недавно эта страна пирамид стала арабской республикой». Девбашу указывают на оккультизм его учения, в частности, из-за его рекомендаций предохранения от «порчи», и из-за утверждений, что татары должны поклоняться «духам-хозяевам». По свидетельству Павлова, в Татарстане Девбаш известен как «татарский Левашов» — «так его называют в среде казанских учёных-гуманитариев, подчёркивая сходство пропагандируемых им идей — с идеями известного псевдоучёного Николая Левашова, который сочинение псевдоисторических опусов совмещал с руководством неоязыческой сектой». Также Девбашу указывают на его русофобию.
Религиовед Марат Зарипов критикует Девбаша за утверждения последнего (в книге «Татарские молитвы») о том, что христианство и ислам произошли от тенгрианства. Те фрагменты книги «Татарские молитвы», которые можно назвать «этнографическими», «представляют собой студенческого уровня рефераты на этнографическую тему, написанные по материалам чужих трудов, выполненных реальными учёными, которые занимаются проблемами истории и этнографии». Называя автора книги «Татарские молитвы» «идеологом нового религиозного движения», Зарипов также обвиняет его в гуруизме, указывая, что Девбаш «и не считает нужным скрывать, что адепты тенгрианства расценивают его в качестве гуру». Его также обвиняют в фальсификации истории в духе «фолк-хистори».
Ему указывают, что в своей статье «Язык и дух в национальном вопросе России» Фирдус Девбаш цитирует (в качестве научного источника) статью из оккультно-эзотерического журнала «Аномалия», за авторством эзотерика В. С. Орлова. Данная статья также включает в себя абзацы, заимствованные из практически одноимённой статьи Девбаша под названием «Язык и дух народа», опубликованной «ещё в 2008 году на сайте тенгрианской секты»", причём «некоторые абзацы перепечатаны без изменений». Девбашу ставится в вину, что в своих статьях у него «присутствуют ссылки на труды „исследователей“ из псевдонаучных оккультно-эзотерических журналов», и присутствуют «перепечатки с сайта неоязыческой секты».
Против Фирдуса Девбаша неоднократно выдвигались обвинения в исламофобии. На его неприязненные взгляды в отношении ислама указывали журналистка Халида Хамидуллина в своей статье «Кто финансирует исламофобов» и публицист А.Малихов в своей статье «Раскрылся» в газете «Звезда Поволжья». Фатхел Исламов обвинял Девбаша в экстремизме и в призывах, противоречащих Конституции России. Публицист Ф.Загидулла считает, что исламофобия Девбаша исходит из его тенгрианских (неоязыческих) взглядов.
Гульфания Залялова обвинила Девбаша в "борьбе против ислама и в попытках раздробить татарский этнос".
Лидер кряшенского национального движения Татарстана, кандидат исторических наук Аркадий Фокин критиковал Девбаша за организацию под эгидой Казанского (Приволжского) центра этнорелигиозных исследований РИСИ круглого стола «Кряшены: социальный портрет и особенности восприятия», посвященного проблемам кряшен, на который не были приглашены сами кряшены, но обсуждалось их положение и судьба в Татарстане с позиций выгодной властям этой республики, тем самым, заведомо в ангажированной форме.

## Религиозная деятельность
В своей книге «Татарские молитвы» Девбаш пишет о том, что «разработал соответствующие религиозные ритуалы, приемлемые для современного человека».
Согласно информации сайта «Украина сектантская», Фирдус Девбаш является учеником известного на просторах СНГ идеолога тенгрианства Рафаэля Безертинова, который сформулировал теоретическую базу тюркского неоязычества.
«Девбаш» (тат. «Большая Голова») — это «тенгрианское имя», которое было присвоено духовному лидеру неоязычников после проведения «тюркского ритуала имянаречения». Ритуал проводился другими тенгрианскими шаманами. После чего Девбаш и получил право называть себя словом «кам» («шаман тенгрианства»). Фирдуса Девбаша считают своим духовным лидером тенгрианцы ряда регионов России и Украины. Встречи тенгрианцев со своим духовным наставником обычно ежегодно проходят на территории Турции. В остальное время общение с духовным лидером происходит через интернет.
Во время встреч с адептами Девбаш проводит для своих последователей мастер-классы по «получению энергии из космоса», «защите от сглаза и порчи», учит медитации на образ тюркской богини Умай. Известно, что на каждую встречу для проведения медитаций Фирдус Девбаш привозит компакт-диски с восточной медитативной музыкой, за которые адепты платят ему деньги.
Согласно учению Девбаша, турецкий политический деятель Мустафа Кемаль Ататюрк, которого он объявил «борцом с исламом», является отцом не только для турецкой нации, но и для всех тюркских народов, и к Ататюрку нужно обращаться с молитвой. «Дух такой великой личности как Ататюрк подобен богам», — считает Фирдус Девбаш. Одна из центральных идей разработанного им религиозного учения состоит в том, что ислам является религией именно арабов, «чуждой» для тюркских народов, которые для «арабского бога» являются «пасынками». При этом, согласно учению Девбаша, «арабский бог» просто не в состоянии услышать молитву каждого мусульманина, вследствие того, что Аллах — один, а тех, кто обращается к нему с молитвами — слишком много, и все эти верующие не имеют в «небесной канцелярии» никаких заступников, кто мог бы замолвить слово за них перед Аллахом. Преимущества же тенгрианства Девбаш видит в следующем: «В тенгрианстве есть культ предков. Этот культ основан на вере в силу духов. Души добрых порядочных людей после их смерти возносятся на небеса и становятся могущественными духами, божествами. Духи предков помогают живущим на земле потомкам. Они вхожи к богам и доводят до них просьбы живых. Поэтому велика вероятность того, что молитва с земли дойдёт до адресата в небесах. Молитва будет услышана богами и даже самим Тенгри, так как у каждого молящегося есть свои божества в небесной канцелярии».

## Книги и статьи
1. Фирдус Девбаш. Татарские молитвы. — Казань: ПФ «Гарт», 2011. — 2-е изд., перераб. и доп. — 213 с. — Библиогр.: с. 207—211. — ISBN 978-5-905372-03-2
2. Фирдус Фатклисламов. Язык и дух народа. — Казань: Издательство Казанского университета, 2008. — 19 с. — ISBN 978-5-98180-552-3
3. Фирдус Девбаш. Ислам — он и в России ислам // «Глобалист», 24.11.2011
4. Фирдус Девбаш. Ислам — локомотив русской революции // ИА REGNUM, 21.12.2011
5. Фирдус Девбаш. Российский ислам на развилке истории // "Аргументы недели", 05.05.2011
6. Фирдус Фатклисламов. Язык и дух в национальном вопросе России // Сайт Российского института стратегических исследований, 11.01.2014